# Vila Nova (Praia da Vitória)
Vila Nova é uma freguesia portuguesa do município de Praia da Vitória,  com 7,96 km² de área e 1513 habitantes (censo de 2021). A sua densidade populacional é 190,1 hab./km².
A importância de outros tempos ainda hoje se faz sentir. A freguesia da Vila Nova mantém-se assim como uma das principais do Ramo Grande, em particular pelas manifestações culturais que apresenta.
Trata-se de uma freguesia com grande abundância de água, no ano de 1891 contavam-se 14 chafarizes. Foi uma zona de grande produção de cereais. É caracterizada por uma costa rochosa e alta e por uma vasta baía que alberga a Piscina das Escaleiras. É famosa pelas festas do Divino Espírito Santo.
Lugar de grande riqueza e de abundância de recursos, esta freguesia foi sempre local privilegiado para o estabelecimento de pessoas abastadas e influentes como é o caso de Pero Pinheiro Maria Homem, Diogo Barcelos, Manuel Afonso Drumond, João Pires das Calles entre outros. Devido às características do seu relevo e da fertilidade dos seus solos, aqui se cultivavam cereais e o pastel em larga escala. Era no início do povoamento, um dos locais onde mais intensas actividades comerciais ocorriam, por ali existirem muitos tratantes de mercadorias, ferreiros, serralheiros, ferradores, carpinteiros, tecelões e sapateiros. Também a actividade piscatória era frequente, tal era a fartura de peixe na sua costa.
Ignora-se a sua elevação a freguesia independente, no entanto afirmam historiadores que será anterior a 1482. Foi então, como já se referiu, uma das primeiras freguesias da ilha, possivelmente, ao mesmo tempo que Santa Bárbara, São Sebastião e Praia.
De realçar, é ainda, a devoção ao Espírito Santo, que nesta freguesia encontra o seu expoente máximo na ilha. As manifestações em louvor à santíssima trindade estão desde há muito ligadas a população desta localidade. Nos domingos do Bodo, altura em que a festa se apresenta no seu auge, ainda se concentram no centro da freguesia os carros de toldo, de cores coloridas e alegres, mantendo viva a tradição que remonta aos primórdios deste culto na freguesia.

## História
Foi um dos primeiros povoados da ilha Terceira e um dos locais onde se instalaram muitas famílias nobres e abastadas.

## Demografia
A população registada nos censos foi:

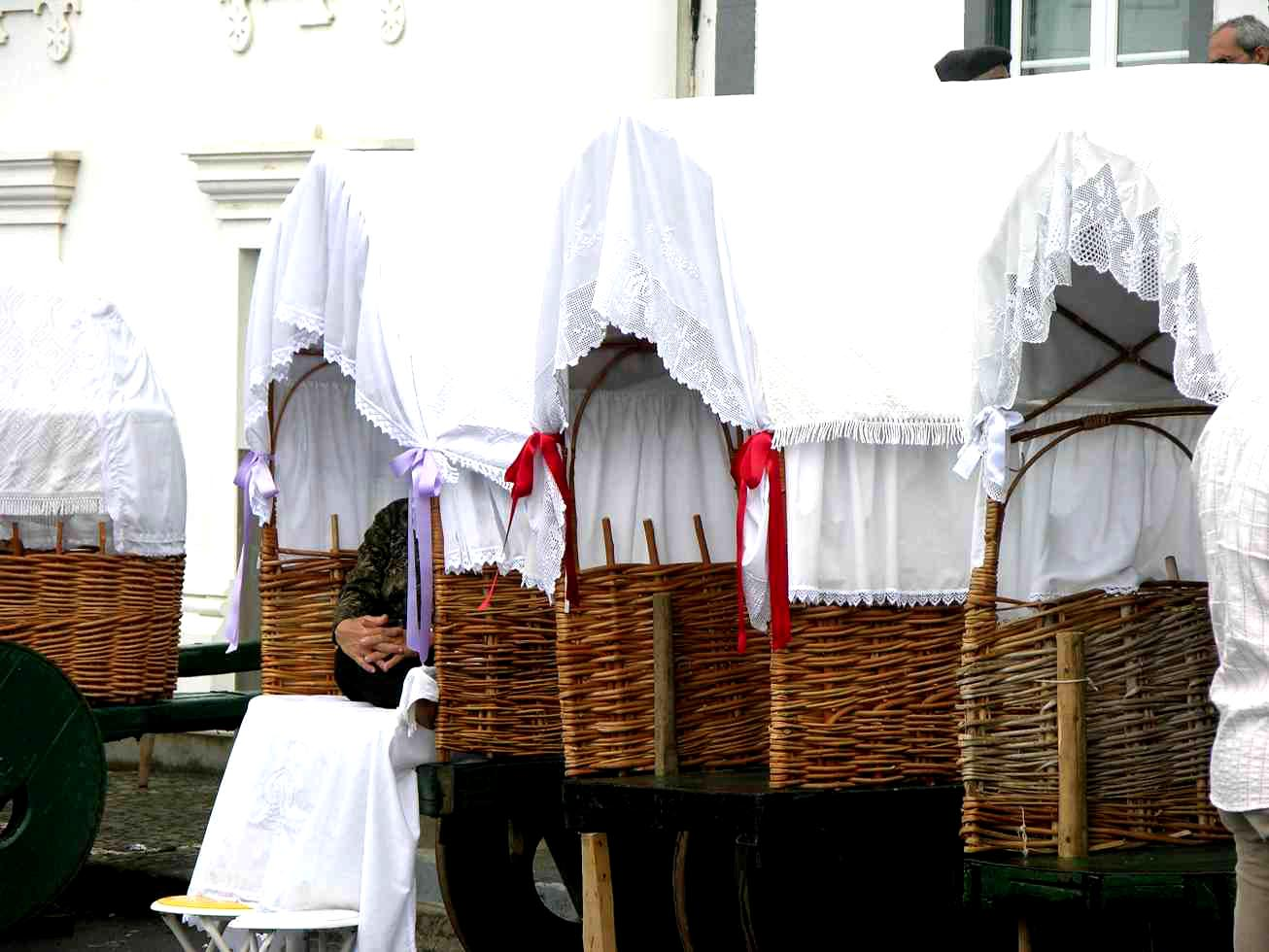
Festas do Espírito Santo, Carros alegóricos na Vila Nova.

| Distribuição da População por Grupos Etários | Distribuição da População por Grupos Etários | Distribuição da População por Grupos Etários | Distribuição da População por Grupos Etários | Distribuição da População por Grupos Etários |
| -------------------------------------------- | -------------------------------------------- | -------------------------------------------- | -------------------------------------------- | -------------------------------------------- |
| Ano                                          | 0-14 Anos                                    | 15-24 Anos                                   | 25-64 Anos                                   | > 65 Anos                                    |
| 2001                                         | 267                                          | 315                                          | 909                                          | 238                                          |
| 2011                                         | 251                                          | 195                                          | 960                                          | 272                                          |
| 2021                                         | 179                                          | 167                                          | 834                                          | 333                                          |

## Património natural
- Praia das Escaleiras
- Calvário

## Património  construído
- Chafariz da Canada da Bezerra.
- Chafariz do Pico da Rocha.
- Azenha da Ribeira da Agualva (Vila Nova).
- Igreja Paroquial do Divino Espírito Santo da Vila Nova.
- Império do Divino Espírito Santo da Vila Nova.
- Ermida de Nossa Senhora da Ajuda.